# سيث س. هوكينز
سيث س. هوكينز (بالإنجليزية: Seth C. Hawkins)‏ هو شاعر أمريكي، ولد في 11 مارس 1971 في روتشستر في الولايات المتحدة.